# 人間人形の逆襲
『人間人形の逆襲』（Attack of the Puppet People）は、1958年に公開された特撮SFホラー映画である。別題は『生きていた人形』。

## 概要
『戦慄!プルトニウム人間』や『世界終末の序曲』などのSF映画を監督したことで知られるバート・I・ゴードンが1958年に製作した本作。50年代には人間や生物を巨大化して恐怖を描く作品が多くみられたが、同作品は人間が逆に縮小されてしまうという恐怖を描いている。同様の趣向で同じく50年代に製作された作品としてジャック・アーノルド監督の『縮みゆく人間』がある。劇中主人公たちカップルがドライブインシアターで映画を鑑賞するシーンでは劇中劇用の映画で『戦慄!プルトニウム人間』を効果的に使用しており、同作はゴードン監督自身が前年に製作した作品でもある。主人公たちが縮小されてしまった後の世界を表現するために、電話などを巨大化させたセットを組んで撮影されている。日本では劇場未公開に終わったが、その後テレビ放映された。アメリカ本国ではDVDも発売されている。また、ゴードン監督の娘であるスーザン・ゴードンの女優デビュー作品でもある。

## あらすじ
とあるビルにある人形工房。その工房は人形制作から収集・修理・研究まで、人形に関するあらゆる業務をにもかかわらずフランツ氏（ジョン・ホイト）が経営していた。そんな工房にある日、フランツ氏の秘書募集の求人広告を見たサリー（ジューン・ケニー）がやって来る。ろくに働いた経験もなく、やはり自分には向いていないと帰ろうとするサリーだったが、フランツ氏は前に勤めていた秘書のジャネット（ジーン・ムーアヘッド）がいなくなってしまったことで自分一人ではとても業務を回せないとサリーに懇願し、半ば強引にサリーを秘書へ採用した。
初めは慣れない仕事に戸惑っていたサリーも、徐々に仕事に慣れていく。しかしそれと同時にフランツ氏の人形に対する異様な接し方に疑問を持ち始める。普段は普通のフランツ氏だが、人形に対してまるで本物の人間に話しかけるように接するのだ。またそれまでその工房に郵便物を配達していた郵便配達人や、前秘書のジャネットら工房の関係者たちが忽然と行方不明になってしまったことも知る。徐々にそれら人々の失踪の原因がフランツ氏によって人形にされたためであるという疑念を持ち始めるサリーだったが、恋人のボブ（ジョン・エイガー）も理由が理由だけにそんなサリーに取り合おうとはしない。一度は考え過ぎとフランツ氏に対する疑念を忘れ去ろうとするサリーだったが、結婚を約束したはずのボブがフランツ氏にあったすぐその後に姿を消してしまったことで、再び疑念が再熱。警察署へ行き、失踪担当のパターソン警部（ジャック・コスリン）にフランツ氏が恋人ボブを含めた本物の人間たちを人形に変えてしまったのだと訴えるのだが…。

## キャスト・スタッフ

### キャスト
※括弧内は日本語吹替（初回放送1968年8月22日『木曜洋画劇場』）
- フランツ氏 - ジョン・ホイト
- サリー・レイノルズ - ジューン・ケニー
- ボブ・ウェストリー - ジョン・エイガー
- アグネス - スーザン・ゴードン
- パターソン警部 - ジャック・コスリン
- ローリー - マーリーン・ウィリス
- スタン - ケン・ミラー

### スタッフ
- 監督：バート・I・ゴードン
- 脚本：バート・I・ゴードン、ジョージ・ワーシング・イェーツ
- 撮影：アーネスト・ラズロ
- 音楽：ドン・A・フェリス
- 編集：リチャード・シンクレア